# Colobus guereza
Colobus guereza là một loài động vật có vú trong họ Cercopithecidae, bộ Linh trưởng, là một Khỉ Colobus đen trắng. Loài này được Rüppell mô tả năm 1835.
Đây là loài bản địa phần lớn Tây Trung và Đông Phi, bao gồm Cameroon, Guinea Xích đạo, Nigeria, Ethiopia, Kenya, Tanzania, Uganda và Chad. Loài này bao gồm một số phân loài khác nhau về ngoại hình. Loài này có đặc điểm màu lông cơ bản là đen, và màu trắng là khung của khuôn mặt và hình chữ U dài như "áo khoác" trên vai và lưng, bên ngoài của hông và ở đuôi. Vì thế trong một số ngôn ngữ, loài này còn được gọi là "Khỉ mặc áo" hay là "Khỉ áo khoác" (tiếng Anh: Mantled guereza; tiếng Đức: Mantelaffe) hay là "Khỉ Colobus đen trắng miền đông" (eastern black-and-white colobus). Nó có một vẻ ngoài đặc biệt, được ám chỉ trong tên của nó; những dải lông dài màu trắng chạy dọc theo mỗi bên của thân cây màu đen của nó được gọi là một lớp áo. Mặt của nó có lông trắng và có một chùm đuôi lớn màu trắng.
Loài này sinh hoạt ban ngày di chuyển trên cây, được tìm thấy trong cả rừng rụng lá và rừng thường xanh. Đây là loài dễ thích nghi, có thể đối phó với sự xáo trộn môi trường sống và thích rừng thứ sinh gần sông hoặc hồ. Mặc dù trước đây được cho là chỉ ăn lá, nó cũng ăn hạt, trái cây và động vật chân đốt. Chúng có thể tiêu hóa thức ăn thực vật có hàm lượng chất xơ cao bằng dạ dày chuyên biệt và có thể chỉ ăn một vài loài thực vật cùng một lúc. Loài này bị săn bắt bởi các loài chim săn mồi và một số động vật có vú, chẳng hạn như tinh tinh thông thường và báo hoa mai.

## Hình ảnh

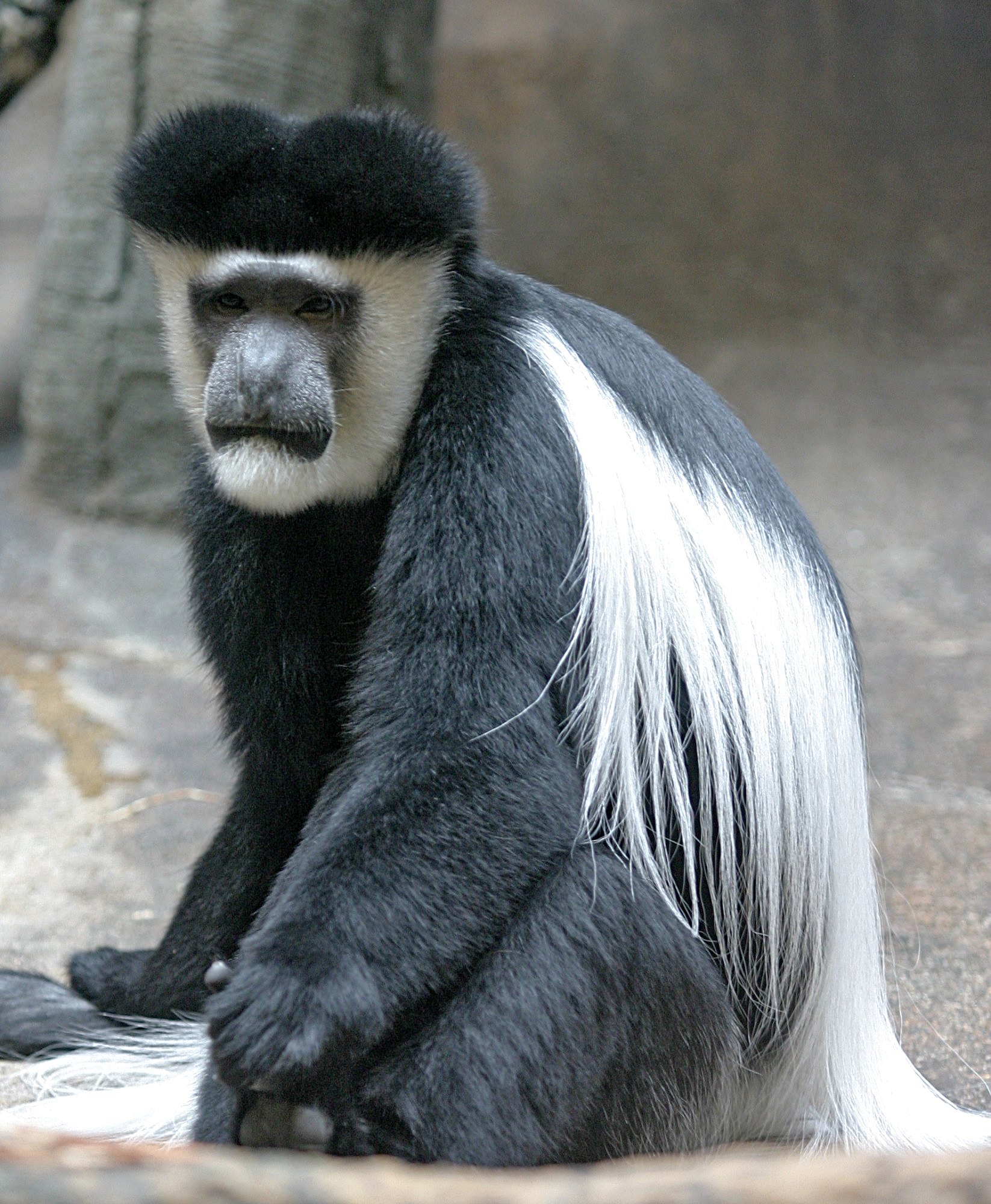
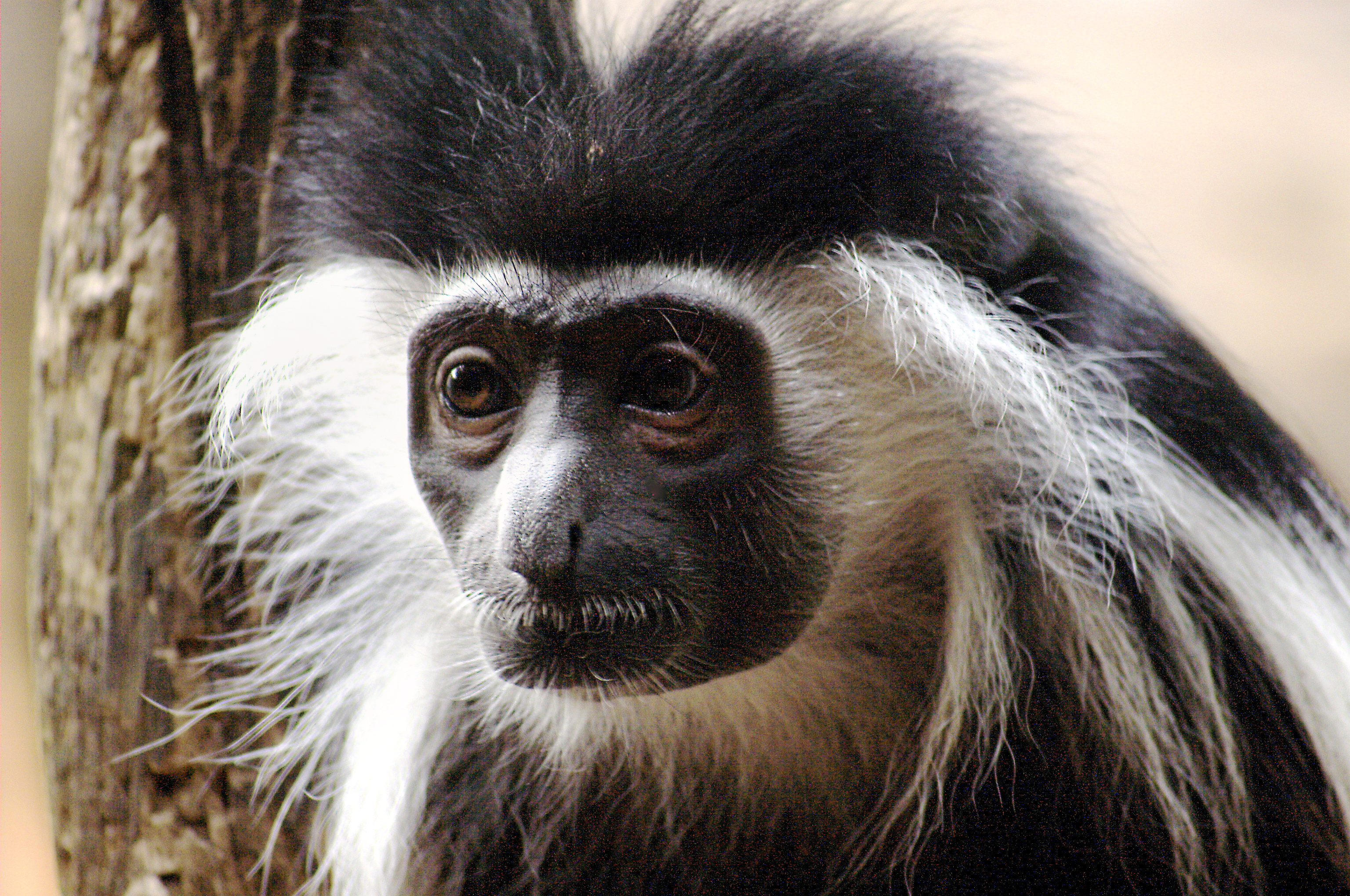
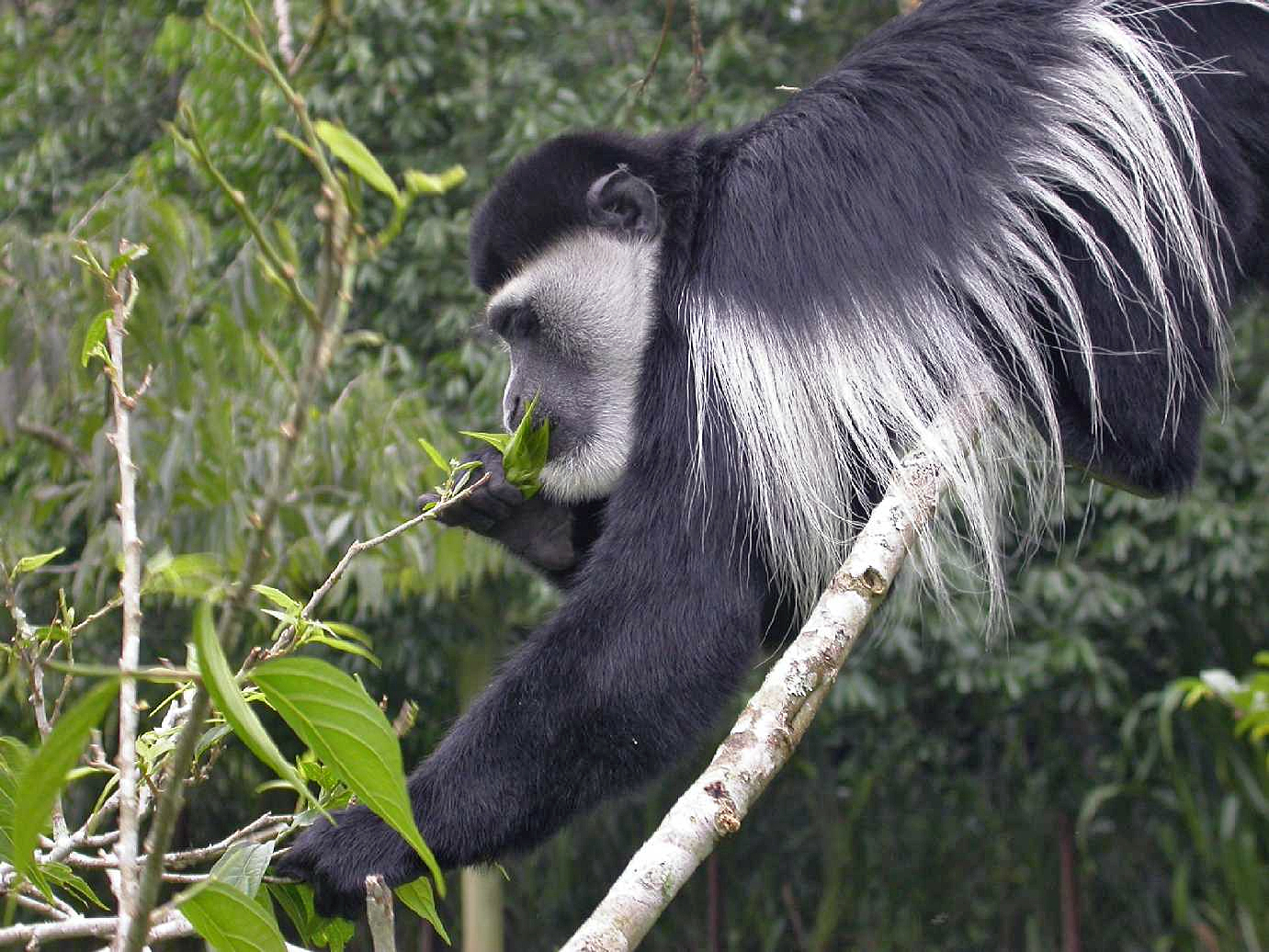
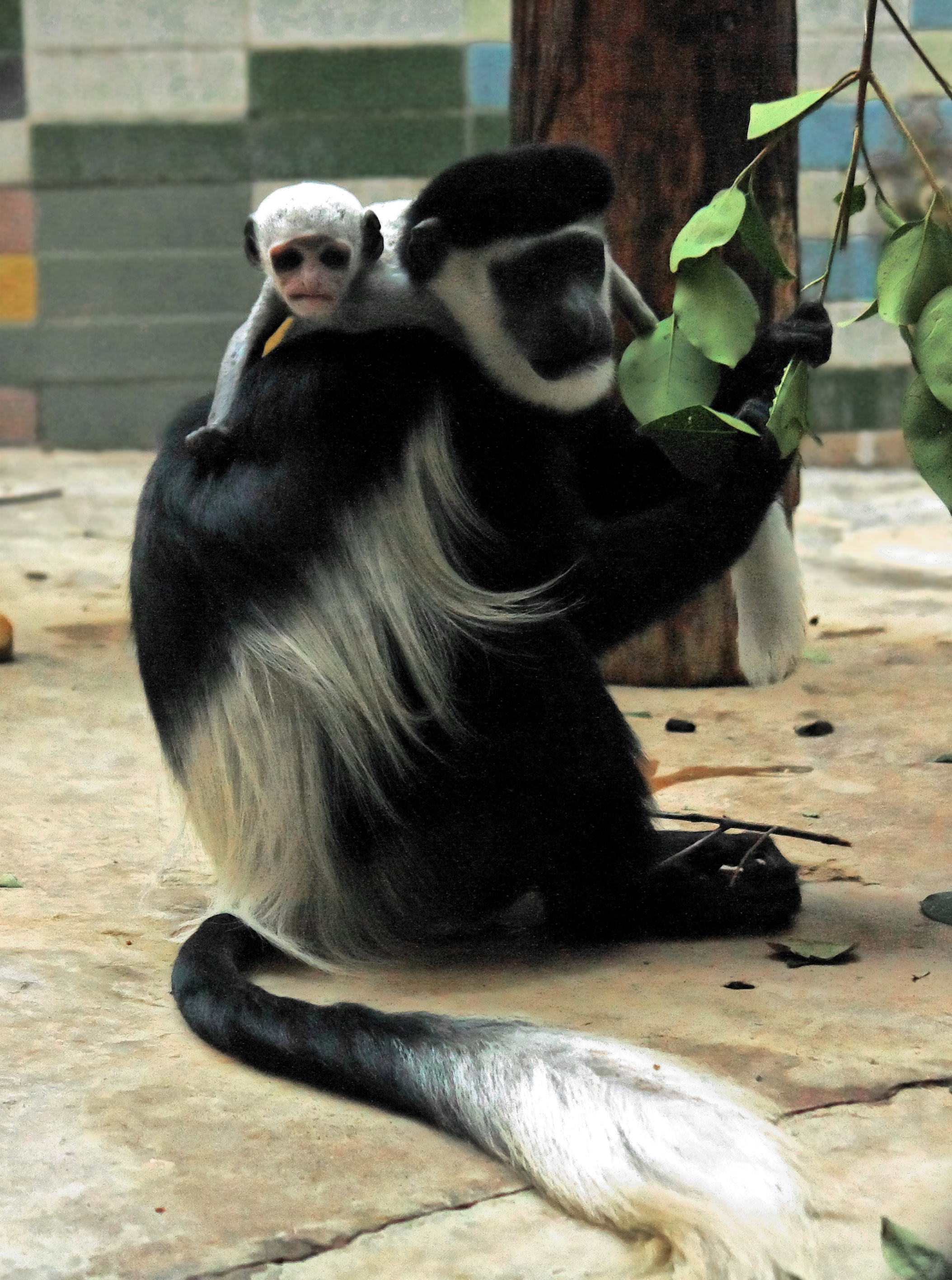
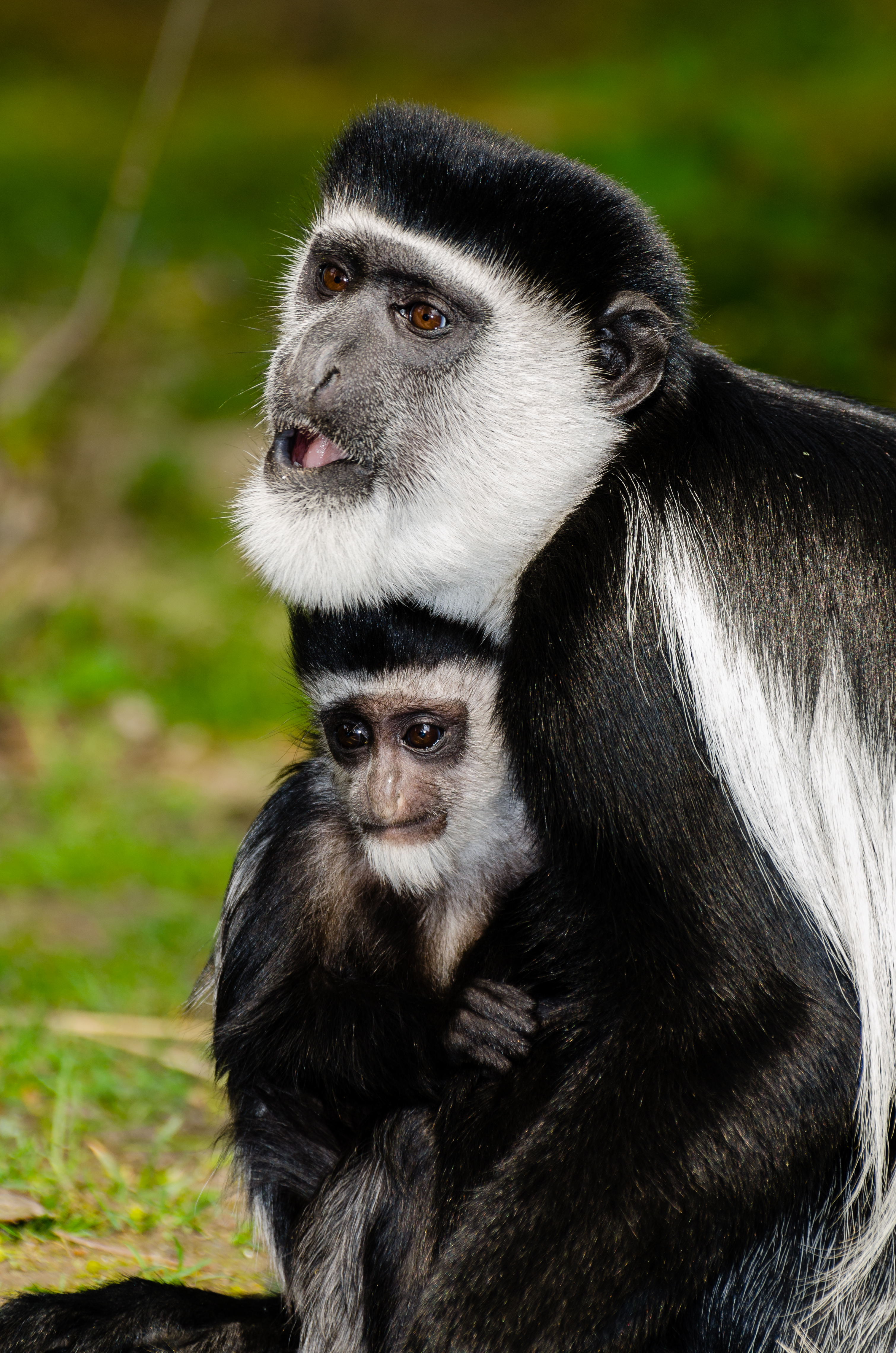
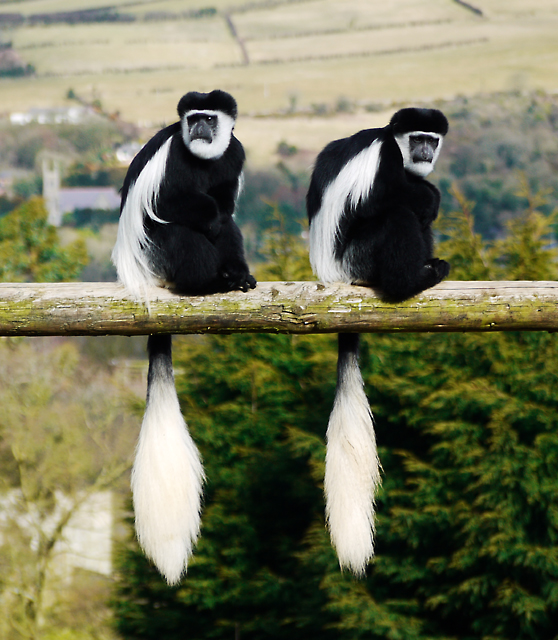